# Sergio Bitar
Sergio Bitar Chacra (Santiago del Cile, 30 dicembre 1940) è un politico cileno, appartenente al Partito per la Democrazia.
Sergio Bitar è un ingegnere laureato all'Università del Cile nell'anno 1963 e nei tre anni successivi approfondirà i suoi studi in Francia.
Politicamente incomincia a militare nel Partito Democratico Cristiano del Cile sostenendo la candidatura di Eduardo Frei Montalva e partecipando al suo governo. Vicino all'area più a sinistra del partito sostenne per le elezioni del 1970 il candidato Radomiro Tomic.
Dopo le elezioni Bitar assieme ad un gruppo di democristiani fonda il partito di Sinistra Cristiana ed entra nel governo di Salvador Allende come ministro delle Miniere. A seguito del golpe di Pinochet, Bitar è stato arrestato e nel 1974 confinato ad Isola Dawson. Vivrà prima negli Stati Uniti e poi in Venezuela.
Nel 1985 ritorna in Cile attivandosi nell'opposizione di centro-sinistra e due anni più tardi partecipa alla fondazione del Partito per la Democrazia, un partito socialdemocratico. Con il ritorno alla democrazia è stato più volte eletto parlamentare ed infine nominato ministro dell'Istruzione nel 2003 da Ricardo Lagos.
Alle elezioni presidenziali del 2005 Bitar assieme ad Andrés Zaldívar è organizzatore della campagna elettorale di Michelle Bachelet.
Dal 2008 è ministro delle Opere Pubbliche. In un primo momento sembrava un possibile candidato della Concertación  alle elezioni presidenziali del 2009 ma ha ribadito la sua volontà di non presentarsi.